# Yoko Tanaka
Yoko Tanaka (田中 陽子 Tanaka Yōko?,  nacida el 30 de julio de 1993 en Yamaguchi) es una futbolista internacional japonesa que juega como centrocampista ofensiva. Yoko Tanaka juega actualmente en el Rayo Vallecano de Madrid de la Primera División Española (Liga Iberdrola).

## Trayectoria

### Clubes
Tras  el desastre de Fukushima donde estaban las instalaciones de la  Academia de la selección, Tanaka decide que es hora de dejar la selección a tiempo completo y fichar por un club profesional.   
Su primer club fue el INAC Kobe Leonessa , el club más potente del país en ese momento. Mezcla de su juventud y de un vestuario veterano con verdaderas ídolos  para los japoneses (hasta 7 campeonas del mundo tenía como compañeras) Tanaka no pudo disfrutar de los minutos que quería si bien siempre señaló muy importante estos dos años para su formación.  
Entonces con 20 años toma una decisión que retrata y evidencia su particular y competitivo carácter. Con ofertas en el extranjero y en multitud de clubes de su país decide fichar por un equipo humilde de segunda de división, el Nojima Stella Kanagawa Sagamihara,  con la idea de demostrar que tenía talento y calidad para ayudar al equipo a subir a la élite del fútbol japonés.
Esta decisión que dejó incrédulos a muchos fanes permitió a Tanaka desplegar su mejor fútbol y al igual que en el Mundial de 2012 se convirtió en el faro de su equipo. En 2015 logran la 2.ª plaza, en 2016 se proclaman campeonas de segunda división y suben a la Nadeshiko League. El primer año en la élite logran un meritorio 8 puesto y el siguiente un increíble 3 puesto con una Yoko Tanaka convertida en ídolo absoluta la afición de Kanawa.
Tras lograr ascender al Stella y asentarlo en la élite del fútbol japonés, Tanaka vuelve a sentir la necesidad de un reto nuevo. Tras decidir pasar a un equipo de segunda división , Tanaka dejó de ser convocada por la selección Japonesa  a los 21 años. El deseo de tener una experiencia en Europa y la idea de que un buen año en una liga de prestigio puede ser su último billete para Tokio 2020 le llevan a tomar la decisión de anunciar que abandona El Stella tras 4 temporadas y media para empezar una nueva aventura en España en la Liga Iberdrola. El Club elegido sería el Sporting de Huelva , un club exclusivamente femenino con una larga trayectoria en la élite del fútbol Español. Tras ser cuestionada por su decisión de elegir un equipo humilde en vez de un equipo con más presencia internacional, Tanaka señaló que le guiaron las mismas convicciones que cuando decidió jugar en segunda división japonesa. Añadió que era un gran donde tendría que dar la cara y aportar desde el primer día y que le encanta la ciudad, el clima y sus habitantes.
| Club                              | País   | Año         |
| --------------------------------- | ------ | ----------- |
| INAC Kobe Leonessa                | Japón  | 2012 - 2014 |
| Nojima Stella Kanagawa Sagamihara | Japón  | 2015 - 2019 |
| Sporting Club de Huelva           | España | 2019 -      |

### Selección nacional
Tanaka pertenece a una generación llamada a triunfar en los JJOO de Tokio 2020, en consecuencia, desde muy temprana edad fue reclutada por la Federación de Fútbol Japonesa para formarse como jugadora exclusivamente en la selección Japonesa, residiendo frente a otras elegidas de manera indefinida en la instalaciones que la federación tenía en Fukushima. Afortunadamente el tsunami y el desastre nuclear de 2011 ocurrió cuando Tanaka y el equipo nacional estaban en Rusia para un partido internacional. La propia jugadora relata que pasaron meses hasta que pudo recuperar sus pertenencias básicas.
El desastre nuclear de 2011 llegó entre dos fechas claves para valorar a la futura selección japonesa que afrontaría los Juegos de Tokio 2020. La primera fue el Mundial Sub-17 en Trinidad y Tobago donde Japón queda subcampeón tras perder la final por penaltis ante Corea del Sur.
En 2012 se desarrolló la última gran prueba para esta generación, la copa del mundo U20 en el mismo Japón. Japón quedó tercera tras perder en semifinales por con Alemania y ganar 3 puesto ante Nigeria. Yoko Tanaka obtiene la bota de plata por marcar 6 goles y entra en el equipo ideal del torneo.
En 2013, Tanaka jugó 4 veces para la selección femenina de fútbol de Japón. Desde entonces no ha tenido participación en el equipo nacional, circunstancia que siempre ha causado controversia debido al gran número de fanes que tiene en Japón desde 2012. Tanaka está convencida de que un buen año en España puede ser clave para volver al equipo nacional en Tokio 2020. 
Contenido extraído de artículo FIFA.es (Yoko Tanaka: Fútbol de alta fidelidad). Marcando el compás de la nueva generación de talentos se encuentra la mediocampista Yoko Tanaka, cuyo juego combinatorio con las delanteras fue uno de los factores clave del éxito de las jóvenes Nadeshiko en el campeonato escenificado en su territorio. La diminuta Tanaka es en todos los sentidos el moderno arquetipo de la actual jugadora japonesa, por su ejemplar control del balón, su precisión en el pase y su inverosímil ritmo de trabajo. De hecho, Tanaka es una licenciada de la Academia de la AJF, como se hace evidente en su estilo de juego, que encaja como un guante en la plantilla de Japón.
El hecho de que la volante de 19 años reclamara la Bota de Plata adidas en Japón 2012 (enlace roto disponible en Internet Archive; véase el historial, la primera versión y la última). por sus seis goles y dos asistencias, refuerza el pronóstico de que Tanaka está llamada a ser una de las principales figuras de las Nadeshiko en la Copa Mundial Femenina de la FIFA 2015 y más allá. En Japón 2012, su capacidad goleadora solo se vio mínimamente superada por el acierto rematador de la norcoreana Kim Un-Hwa, que infló su cuenta con los cinco goles endosados a la defensa argentina, una de las más porosas de la competición.*Un futuro luminoso *Para apreciar en su justa medida el excelente desempeño de Japón en el certamen mundialista sub-20 celebrado entre agosto y septiembre de 2012, hay que aclarar que se materializó sin dos de las estrellas más brillantes del firmamento nacional: la laureada Mana Iwabuchi, ganadora del Balón de Oro adidas en la Copa Mundial Femenina Sub-17 de la FIFA en 2008, que fue descartada por haber competido con la selección absoluta en los Juegos Olímpicos de Londres 2012 justo antes del torneo; y la capitana del equipo, Mai Kyokawa, que sobresalió en la fase de clasificación y fue designada jugadora más valiosa del Campeonato Femenino Sub-19 de la AFC, en el que además se proclamó máxima goleadora con cinco dianas.
Kyokawa sufrió una grave lesión de rodilla justo antes de la cita mundialista mientras jugaba un partido de la liga japonesa junto con su compañera Tanaka en el INAC Kobe Leonessa. Ambas futbolistas, que viven muy cerca la una de la otra en Kobe y también fueron colegas en la Academia de la AJF, son "amigas íntimas", según refiere Tanaka a FIFA.com: "Mi papel [en Japón 2012] era suplir su ausencia y marcar los goles que ella proveía al equipo".
Tanaka ciertamente cumplió con el cometido propuesto, anotando para las Nadeshiko un par de golazos de tiro libre desde fuera del área contra Suiza, uno con la pierna derecha y otro con la izquierda. El ídolo futbolístico que Yoko ha elegido como modelo, el centrocampista del Barcelona y de España Andrés Iniesta, parece una aspiración acertada, dadas las similitudes en el juego artesanal de ambos.
Antes de fichar por el INAC Leonessa, Tanaka pasó una larga temporada en la Academia de la AJF, que tenía su sede en Fukushima hasta que fue devastada por el terremoto y el subsecuente tsunami. Yoko se encontraba en el extranjero a la sazón y no pudo recuperar sus pertenencias personales hasta dos meses después.
Eso hizo que los partidos de grupo que disputó Japón en la localidad aledaña de Miyagi resultaran particularmente emotivos para ella. "Hice todo lo posible por ayudar a esa gente que había sufrido tanto", asegura nuestra interlocutora. "Espero haber cumplido con sus expectativas".
"Quiero ser una futbolista profesional a tiempo completo", aseveraba Tanaka con una determinación de acero que contrasta marcadamente con su menuda figura de apenas 47 kg. "Quiero jugar en alguno de los mejores equipos del mundo". Estas declaraciones a FIFA en 2012 contrastó con la dura realidad de tener 18 años y jugar en un equipo veterano con 7 compañeras campeonas del mundo.  No obstante y a a pesar de no tener el protagonismo con el que estaba acostumbrado a vivir desde pequeña, Tanaka disfrutó aprendiendo el oficio junto a algunas de las futbolistas más diestras de su patria, sin que eso le impidiera ambicionar objetivos más elevados a largo plazo.

| Selección | País  | Año  |
| --------- | ----- | ---- |
| Absoluta  | Japón | 2013 |

## Estadística de equipo nacional
| Selección femenina de fútbol de Japón | Selección femenina de fútbol de Japón | Selección femenina de fútbol de Japón |
| Año                                   | Partidos                              | Goles                                 |
| ------------------------------------- | ------------------------------------- | ------------------------------------- |
| 2013                                  | 4                                     | 0                                     |
| Total                                 | 4                                     | 0                                     |